# Triandéika
Triandéika, en grec moderne : Τριανταίικα, est un village du dème d'Agrínio dans le  district régional d'Étolie-Acarnanie en Grèce.
Selon le recensement de 2011, la population du village compte 1 484 habitants .